# Cmentarz Hostivařski
Cmentarz Hostivařski (cz. Hostivařský hřbitov) – cmentarz położony w stolicy Czech w dzielnicy Praga 15 (Hostivař) przy ulicy K Jezeru.

## Historia
Pierwszy cmentarz w dzielnicy Hostivař znajdował się przy kościele św. Jana Chrzciciela, ale został zlikwidowany na podstawie dekretu cesarza Józefa II Habsburga.
Na początku XIX w. powstał nowy cmentarz, który obecnie jest podzielony na dwie części, starszą i nową. W starszej części znajdują się m.in. secesyjne nagrobki z przełomu XIX i XX w. oraz groby powstania majowego z 1945 i pomnik upamiętniających poległych podczas II wojny światowej (proj. arch. Vendelin Zdrubecký). W nowej części wybudowano kostnicę, na której froncie jest oznaczony rok budowy "MDCCCLXXIX".
Wśród pochowany znajduje się polityk Antonín Švehla oraz poeta František Xaver Šalda.